# Kobilje (gmina Brus)
Kobilje (cyr. Кобиље) – wieś w Serbii, w okręgu rasińskim, w gminie Brus. W 2011 roku liczyła 370 mieszkańców.